# 團扇

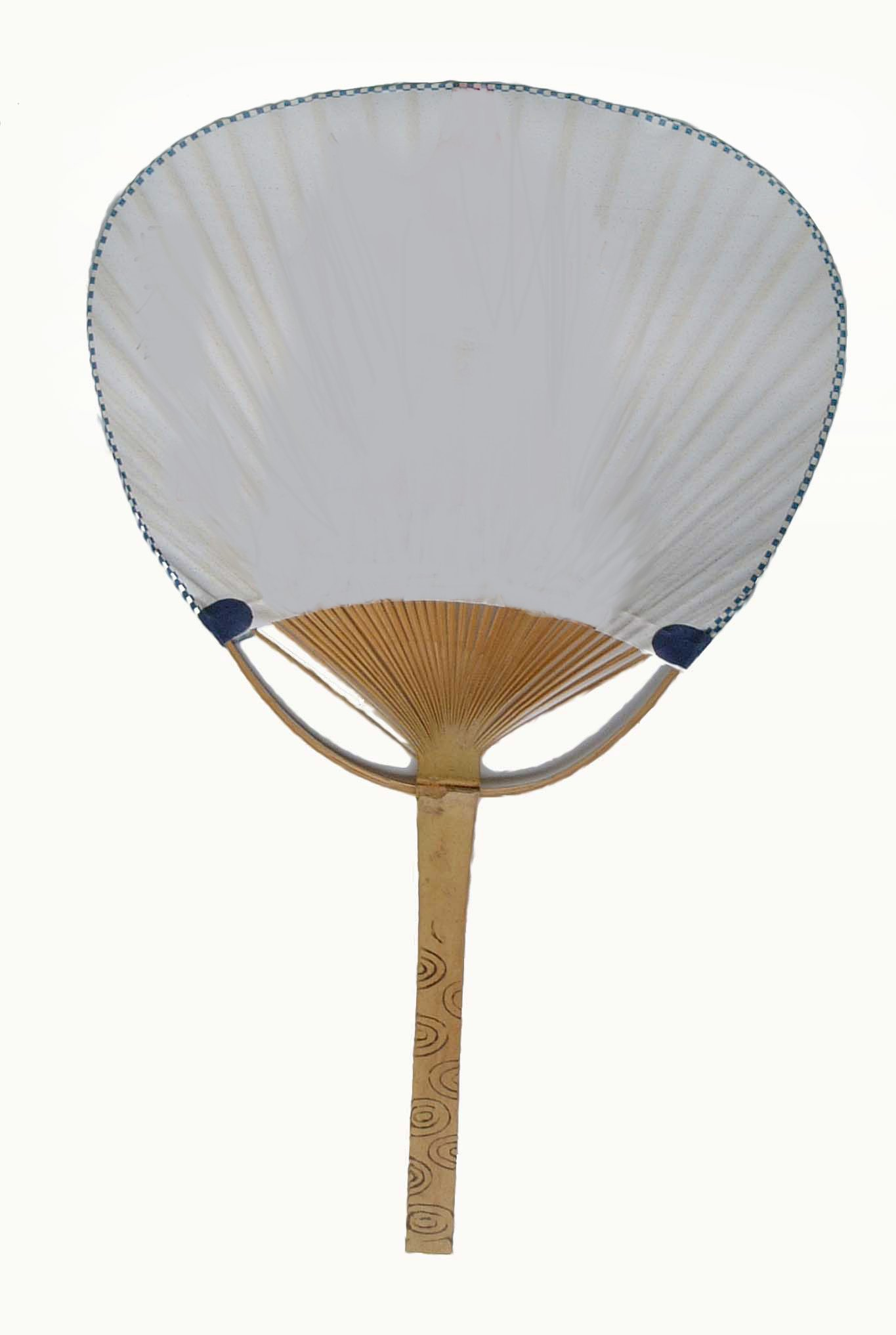
以竹和紙製成的日式团扇

团扇，又稱宮扇、紈扇，是扇子的一種，通过搧动产生微风，用于让人在微风中保持凉爽。
团扇通常包含扇面和手柄，但是也有一种带孔的圆形扇子，其使用时没有手柄，并将手指插入扇子部分的挖空部分中。设计和图案有各种各样的类型，带有广告的简单图案也被用作促销品。
团扇最初是由大片叶子（如芭蕉葉、葵葉）和动物毛制成的後來出現以竹子和纸、絹制成。在汉代，它们经常由著名的书法家装饰。

## 历史
在中国商代的记载以及古埃及的壁画中都可以看到最古老的团扇，商代的團扇以羽毛製成。 在日本室町时代末期，团扇由竹子和纸制成。

## 功能
团扇常用于扇风和保持凉爽，有些人用它来净化疾病，它也可以在舞蹈中使用。唐代婚礼中新娘也以团扇遮面，拜堂後由新郎却扇。

## 资料来源
中式团扇
1. ↑  JAANUS. . JAANUS.   [2019-11-26]. （原始内容存档于2020-08-06）.